# 布尔农克勒-圣皮埃尔
布尔农克勒-圣皮埃尔（法語：Bournoncle-Saint-Pierre，法語發音：[buʁnɔ̃kl sɛ̃ pjɛʁ]）是法国上卢瓦尔省的一个市镇，位于该省西部，属于布里尤德区。

## 地理
布尔农克勒-圣皮埃尔（45°20'37"N, 3°19'6"E）面积16.16 平方千米，位于法国奥弗涅-罗讷-阿尔卑斯大区上盧瓦爾省。
该市镇南临村庄布尔农克勒-圣于连（Bournoncle Saint-Julien），后者位于市镇博蒙境内。
与布尔农克勒-圣皮埃尔接壤的市镇（或旧市镇、城区）包括：博蒙、科阿德、阿拉尼翁河畔朗德、圣热龙、韦尔贡容。
布尔农克勒-圣皮埃尔的时区为UTC+01:00、UTC+02:00（夏令时）。

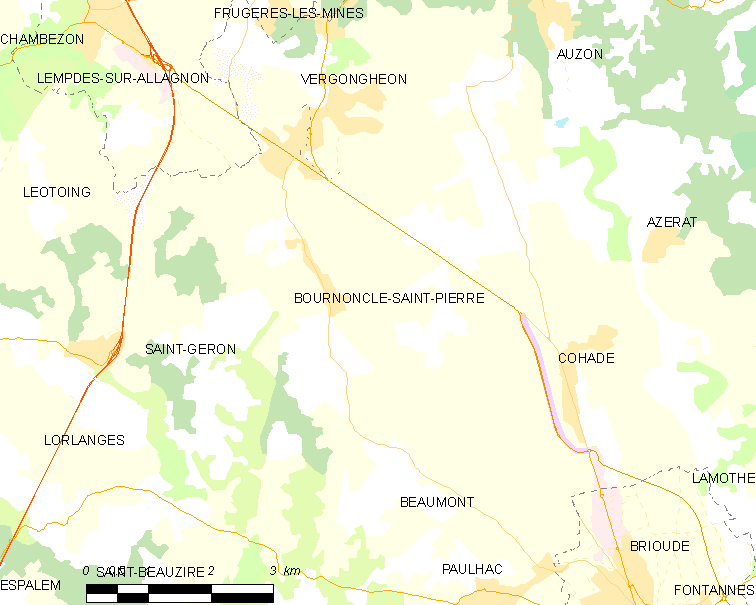
布尔农克勒-圣皮埃尔的OSM定位图

## 行政
布尔农克勒-圣皮埃尔的邮政编码为43360，INSEE市镇编码为43038。

## 政治
布尔农克勒-圣皮埃尔所属的省级选区为布里尤德县。

## 交通
法国铁路枢纽阿尔旺站位于该市镇境内。

## 人口

1962-2008年间布尔农克勒-圣皮埃尔人口变化图示

布尔农克勒-圣皮埃尔于2022年1月1日时的人口数量为1051人。